# Tempo

Tempo, espaço, matéria e energia guardam íntima relação.

O tempo é uma grandeza física fundamental, presente tanto no cotidiano quanto em diversas áreas científicas. Uma definição precisa de tempo é não apenas essencial, mas também um requisito básico para a compreensão científica, no entanto, isso não implica que a ciência detenha uma definição absoluta de tempo, de fato, o conceito de tempo é relativo, não apenas em um contexto cronológico considerando a evolução das teorias científicas mas também dentro dos próprios paradigmas científicos vigentes, essa relatividade revela a complexidade do tempo e sua interpretação em diferentes contextos científicos.
Em física, tempo é a grandeza física diretamente associada ao correto sequenciamento, mediante ordem de ocorrência, dos eventos naturais; estabelecido segundo coincidências simultaneamente espaciais e temporais entre tais eventos e as indicações de um ou mais relógios adequadamente posicionados, sincronizados e atrelados de forma adequada à origem e aos eixos coordenados do referencial para o qual define-se o tempo.
Definido desta forma, o tempo parece algo simples, mas várias considerações e implicações certamente não triviais decorrem desta, mostrando mais uma vez que este companheiro inseparável de nosso dia a dia é mais misterioso e sutil do que se possa imaginar. Medir o tempo envolve geralmente bem mais do que apenas justapor um relógio a um evento e anotar sua indicação.
As formas de se atrelar os relógios ao eixos espaciais (ou não), e de sincronizá-los, variam bastante segundo o contexto; sendo bem distintas no âmbito da mecânica clássica e da mecânica relativística.
Conforme definido, a grandeza tempo encontra-se intrinsecamente relacionada à grandeza energia, aos conceitos de coincidência (espacial e/ou temporal), de simultaneidade e de referencial. As relações entre energia e tempo são tão estreitas que estas duas grandezas são ditas como grandezas conjugadas, tanto ao considerar-se teorias físicas já há tempos consolidadas, (ex.: termodinâmica), como ao considerar-se teorias da física moderna (ex.: relatividade e física quântica).
Na mecânica clássica, tem-se por definição que a coincidência temporal na observação de eventos em um dado referencial implica a simultaneidade destes dois eventos neste e em quaisquer outros referenciais, sendo o tempo neste contexto definido como uma grandeza absoluta e explicitamente independente do referencial. Na mecânica clássica, um observador situado na origem do sistema de coordenadas atrelados ao referencial observa todos os eventos que se dão em um mesmo tempo no mesmo instante, independente das posições espaciais nas quais eles se dão. A informação propaga de forma instantânea pelo espaço.
O avanço dos recursos experimentais e a evolução das teorias para a dinâmica de matéria e energia observados no século XX, contudo, colocaram em xeque o pressuposto que fora assumido no contexto clássico. A teoria da relatividade restrita, conforme publicada por Albert Einstein em 1905, trouxe à tona a explícita dependência da coincidência nas percepções de eventos com o referencial a partir do qual se observam os mesmos: eventos que são coincidentes quando observados a partir da origem de um referencial não o serão em referenciais que movam-se com velocidades apreciáveis em relação ao primeiro, e mesmo para observadores em referenciais estáticos em relação ao primeiro contudo dele distintos não há obrigatoriedade de concordância quanto à coincidência ou não das percepções dos eventos. Neste contexto, em vista de sua definição, o tempo perde o status de grandeza absoluta e universal e passa a ser uma grandeza estritamente local, uma grandeza necessariamente atrelada à origem e aos eixos espaciais coordenados de um referencial em específico.
A dependência do tempo com a energia decorre do processo usado para mensurá-lo. Medir o tempo implica estabelecer um mecanismo físico que produza um dado evento que se repita de forma uniforme e simétrica, e nestes mecanismos repetições uniformes e regulares significam, em acordo com o teorema de Noether quando aplicado à definição de energia, uma energia muito bem definida para o mecanismo de referência. Incertezas na energia deste implicam incertezas na medida do tempo ao usar-se tal mecanismo – tal relógio – para mensurá-lo.
A relação entre energia e tempo é também evidente ao considerar-se a entropia, grandeza física definida no âmbito da termodinâmica quando se consideram os processos onde ocorrem trocas ou concernentes à distribuição de energia, a qual associa-se a capacidade de discernimento do que veio primeiro e do que veio posteriormente em tais sistemas físicos quando considerados de forma isolada. A entropia funciona, nestes termos, como a flecha do tempo: configurações que impliquem maiores valores de entropia para o sistema composto necessariamente sucedem no tempo configurações às quais se associam valores menores de entropia.
Associado à seta do tempo encontra-se também um princípio há muito presente nas teorias científicas: o conceito de causalidade. Embora o advento da mecânica quântica tenha trazido à tona vários debates a respeito da causalidade em sistemas físicos sob seu domínio, mesmo dentro desta teoria é evidente que eventos que guardam relação de causalidade sucedem-se no tempo, com a causa sempre precedendo o efeito. Mesmo ao considerar-se a redução instantânea da função de onda em partículas emaranhadas quando espacialmente separadas – o paradoxo EPR – o comportamento correlacionado observados nas partículas ao reduzir-se a função de onda – ao realizar-se uma medida sobre uma delas – mesmo não encerrando em si uma relação de causa e efeito, e por isto ocorrendo instantaneamente e simultaneamente – de forma não local –, só é possível porque, em algum momento anterior, houve um processo que deu origem ao emaranhamento das partículas, e nestes termos a causa precede o efeito observado, conforme esperado.
Em outras palavras, embora a mecânica quântica suscite o debate sobre causalidade, ela não a contradiz, e a relação de causa efeito é um conceito amplamente difundido em todas as teorias científicas e indissociável do conceito de tempo. Mesmo a relatividade, que trouxe consigo a dependência explícita do tempo com o referencial e os debates quanto à possibilidade de viagem no tempo, preserva a causalidade: se em um referencial o evento 1 é causa do evento 2, precedendo-o no tempo, portanto, em qualquer outro referencial esta relação de causalidade será preservada, mesmo que a medida do intervalo de tempo entre os eventos possa ser expressa mediante valores bem diferente nos diferentes referenciais escolhidos.
A noção em senso comum de tempo é inerente ao ser humano, visto que todos somos, em princípio, capazes de reconhecer e ordenar a ocorrência dos eventos percebidos pelos nossos sentidos. Contudo a ciência evidenciou várias vezes que nossos sentidos e percepções são mestres em nos enganar. A percepção de tempo inferida a partir de nossos sentidos é estabelecida via processos psicossomáticos, nos quais variadas variáveis, muitas com origem puramente psicológica, tomam parte, e assim como certamente todas as pessoas presenciaram em algum momento uma ilusão de ótica, da mesma forma de que em algum momento houve a sensação de que, em certos dias, determinados eventos transcorreram de forma muito rápida, e de que em outros os mesmos eventos transcorreram de forma bem lenta, mesmo que o relógio – aparelho especificamente construído para medida de tempo – diga o contrário.
Embora os pesquisadores não tenham encontrado evidências de um único "órgão do tempo" no cérebro, e de que ainda há muito por se descobrir em relação aos processos cerebrais responsáveis pela nossa percepção de passagem do tempo, é certo que o conceito baseado em senso comum é muito pouco preciso para mostrar-se confiável ou mesmo útil na maioria das situações, mesmo nas práticas onde estamos acostumados a utilizá-lo. A exemplo, todos certamente já afirmaram, de forma a mais natural: "o tempo corre", "este ano passou depressa" ou mesmo "esta aula não acaba". Uma definição científica mais precisa faz-se certamente necessária, e com ela ver-se-á, entre outros, que o tempo, em sua acepção científica, não flui. O tempo simplesmente é.

## Tempo no sentido lato

### O que é o tempo?
Esta pergunta tem intrigado estudiosos, matemáticos, físicos, filósofos e curiosos ao longo da história da humanidade. Contudo, dificilmente chegar-se-á a um consenso da definição absoluta e definitiva de tempo porque ele é, para o ser humano, em senso comum, apenas um evento psicológico, apenas uma sensação derivada da transição de um movimento. O tempo, apesar de estar vinculado a eventos externos ao indivíduo, sempre será definido de forma idiossincrática, tanto que estudiosos conceituados ousaram sentenciar:
"É o jeito que a natureza deu para não deixar que tudo acontecesse de uma vez só" (John Wheeler).
"Uma ilusão. A distinção entre passado, presente e futuro não passa de uma firme e persistente ilusão" (Albert Einstein).
Crianças de colo não têm a noção de tempo, e adultos com certas doenças neurológicas e ou psiquiátricas podem perdê-la.
A noção humana de tempo encontra-se ligada de forma íntima às percepções fornecidas pelos sentidos – com destaque certamente para o sentido da visão – o que faz com que a noção humana de tempo encontre-se diretamente influenciada pela luz e suas propriedades. Nessa linha de raciocínio, considerado que a luz, ao propagar-se livremente, não se "esgota" – dado que conseguimos enxergar estrelas cuja luz viajou por mais de 10 mil anos-luz de distância – se algum corpo metafísico realizasse uma viagem a mais de 300 mil km/s – a rigor, 299 792 458 metros por segundo, velocidade da luz – este estaria a contemplar uma viagem no tempo: enxergaria seu passado e não mais teria a percepção de tempo normal. Esse argumento também é válido com dispositivos de filmagem, fotos e câmeras: eles nada mais fazem do que impressionar matéria física de maneira a reter a luz dos acontecimentos, e também podem ser consideradas "viagens no tempo". Estes fatos são extraordinariamente narrados por Camille Flammarion em "Narrações do Infinito".
Com base na percepção humana, a concepção comum de tempo é indicada por intervalos ou períodos de duração. Pode-se dizer que um acontecimento ocorre depois de outro acontecimento. Além disso, pode-se medir o quanto um acontecimento ocorre depois de outro. Esta resposta relativa ao quanto é a quantidade de tempo entre estes dois acontecimentos: à separação temporal dos dois acontecimentos distintos dá-se o nome de intervalo de tempo; à separação temporal entre o início e o fim de um mesmo evento dá-se o nome de duração. Uma das formas de se definir depois baseia-se na assunção de causalidade.
O trabalho realizado pela humanidade para aumentar o conhecimento da natureza e das medições do tempo, através de trabalho destinado ao aperfeiçoamento de calendários e relógios, foi um importante motor das descobertas científicas.

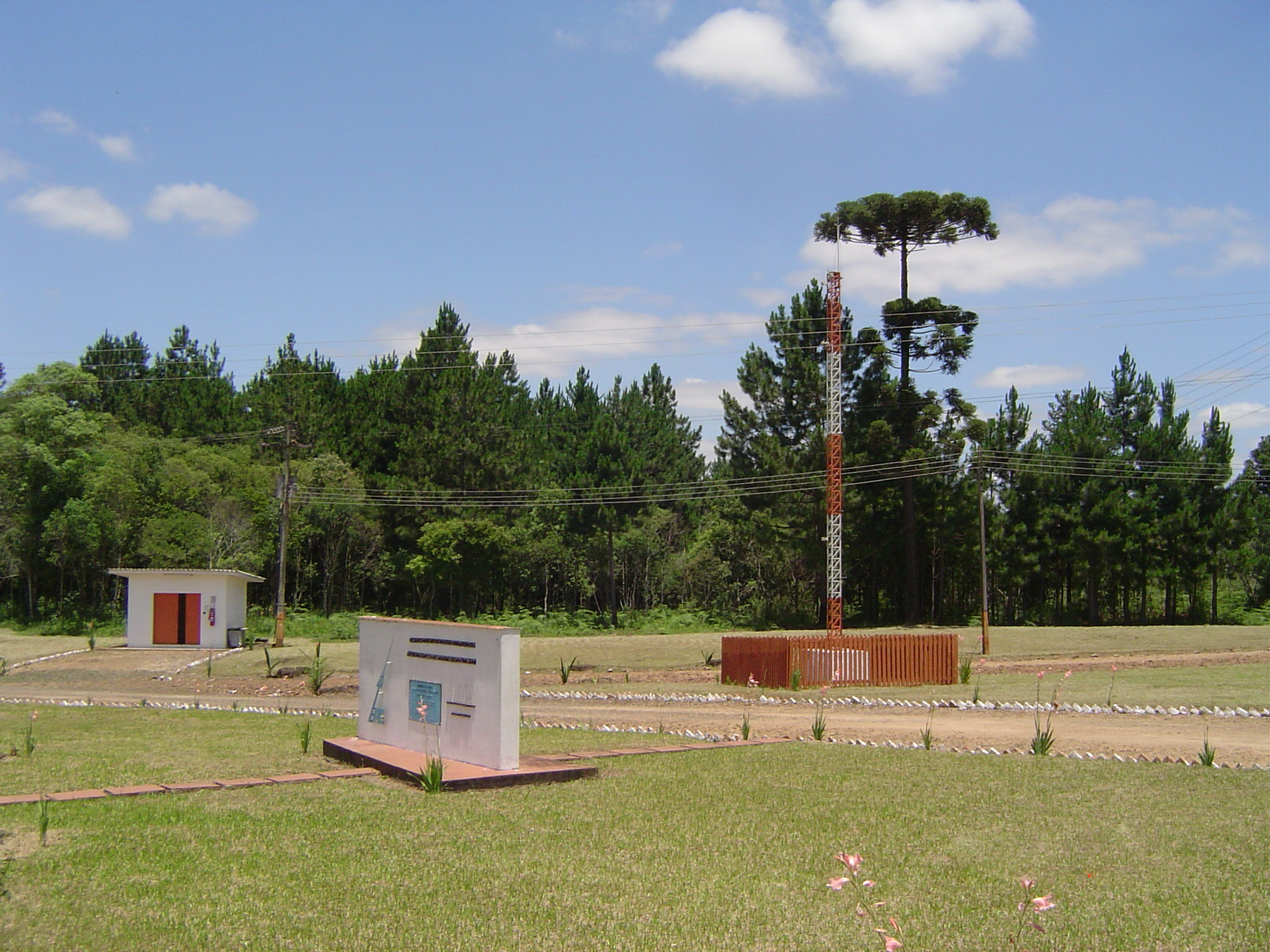
Estação meteorológica. A palavra tempo pode referir-se às condições climáticas num determinado momento em uma dada localidade. Na foto, o tempo está bom! Não há sinal de chuva.

Em outras palavras, o tempo é uma componente do sistema de medições usado para sequenciar eventos, para comparar as durações dos eventos, os seus intervalos, e para quantificar o movimento de objetos. O tempo tem sido um dos maiores temas da religião, filosofia e ciência, mas defini-lo de uma forma não controversa para todos – em uma forma que possa ser aplicada a todos os campos simultaneamente – tem eludido aos maiores conhecedores.
Os gregos antigos tinham duas palavras para o tempo: chronos e kairós. Enquanto o primeiro refere-se ao tempo cronológico (ou sequencial) que pode ser medido, esse último significa "o momento certo" ou "oportuno": um momento indeterminado no tempo em que algo especial acontece. Em teologia descreve a forma qualitativa do tempo (o "tempo de Deus"), enquanto chronos é de natureza quantitativa (o "tempo dos homens").
Na física e noutras ciências, o tempo é considerado uma das poucas quantidades essenciais. O tempo é usado para definir outras quantidades – como a velocidade – e definir o tempo nos termos dessas quantidades iria resultar numa definição redundante. Por influência da teoria da relatividade idealizada pelo Físico Albert Einstein, o tempo vem sendo considerado como uma quarta dimensão do continuum espaço-tempo do Universo, que possui três dimensões espaciais e uma temporal.
Na meteorologia, o tempo é o estado físico das condições atmosféricas em um determinado momento e local.

### Medição do tempo

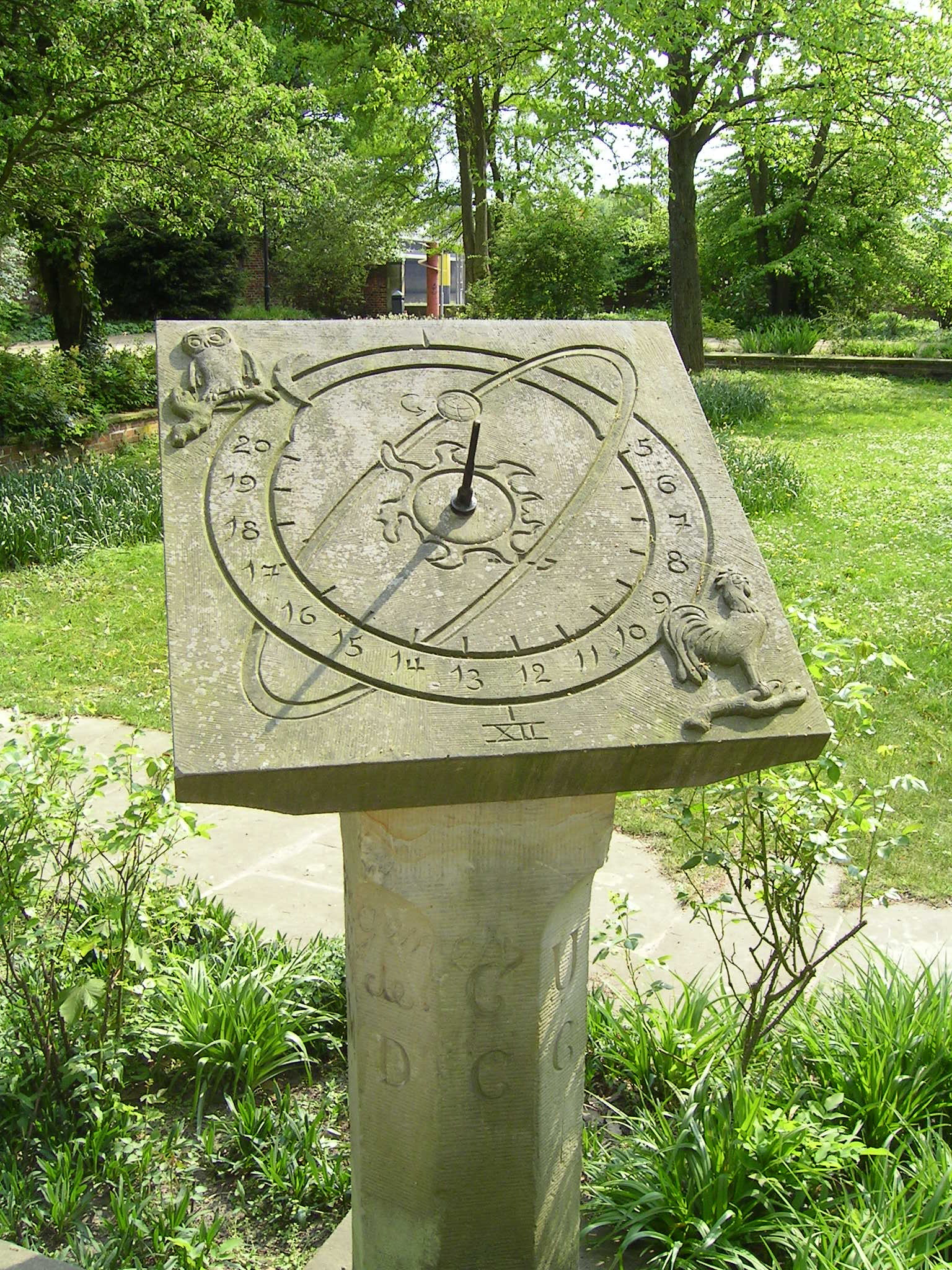
Para medir-se o tempo é necessário um referencial e um evento que se repita com regularidade, p. ex., a rotação da Terra. Na figura um relógio de sol conforme fotografado às 15:00 horas.

#### Relógio

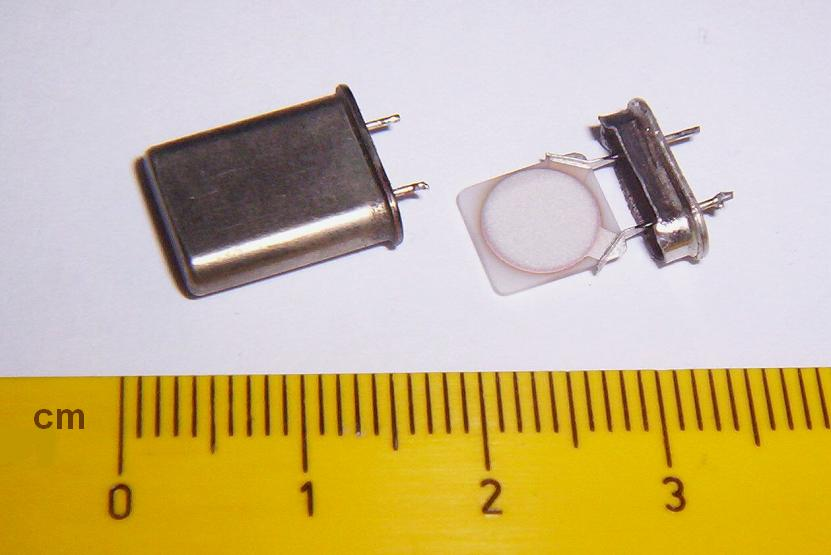
Cristal de quartzo utilizado em aparelhos eletrônicos. Graças às suas propriedades piezoelétricas, os cristais de quartzo permitem a construção de osciladores eletrônicos - e bases de tempo - muito precisos.

O tempo marcado pelo relógio não é universal, mas sim uma construção histórica. Medir o tempo significa em princípio registrar coincidências. Quando alguém marca um compromisso, digamos às 13:00 horas do presente dia, está informando que ela estará no local combinado quando o ponteiro grande do relógio colocado naquele local coincidir com a marca no dial sobre a qual há a inscrição "12", e o ponteiro pequeno coincidir com a marca associada à inscrição "1".
A medida de tempo requer, portanto, um aparelho que produza eventos repetitivos e regulares – o relógio. A igualdade esperada entre o intervalo de tempo que separa quaisquer dois eventos especificados no relógio e os intervalos que separam as associadas repetições destes mesmos dois eventos é alcançada mediante a simetria propositalmente estabelecida na construção do mecanismo físico que irá funcionar como "base de tempo" do relógio – normalmente um oscilador de alguma natureza: mecânico, elétrico, ou outro. Em particular, esforço deve ser despendido para garantir que cada ciclo se processe sob condições análogas às presentes nos ciclos anteriores, tanto no que se refira às condições iniciais do ciclo – particularmente no que tange à energia total, configuração e distribuição de massa, e mesmo à carga elétrica total, do sistema – tanto no que se refira à evolução do ciclo – com destaque para garantias quanto à constância das leis físicas que governem o mesmo.
Nos relógios mecânicos o oscilador normalmente é constituído por um sistema massa mola, ou em casos de alguns relógios, por pêndulos. Nos relógios elétricos o oscilador pode ser construído apenas com componentes elétricos, mas por questões de precisão, é muito comum que as oscilações deste sejam controladas por um cristal piezelétrico, cristal no qual as vibrações mecânicas de sua estrutura são acompanhadas pela produção de cargas elétricas nas superfícies do mesmo em virtude de suas propriedades estruturais a nível molecular. Para tornar o relógio duas vezes mais preciso, eles precisavam fornecer o dobro de calor.
Embora relógios com elevada precisão sejam artefatos encontrados com uma enorme facilidade nas mais variadas formas, modelos e tamanhos nos dias atuais, e às vezes custando menos que banana, tal precisão e acessibilidade é algo muito recente na história das sociedades. Na época das grandes navegações, há cerca de 500 anos, dispositivos como estes estavam apenas nos sonhos dos navegadores. A história do relógio dá por si só um livro, e prêmios milionários eram oferecidos para quem conseguisse construir um relógio com precisão requerida à navegação àquela época, visto que a determinação da longitude quando em alto mar não era viável através da observação das estrelas a menos que se estivesse de posse de tal equipamento com precisão razoável. Em suas primeiras versões, a construção de relógios com incertezas de dezenas de minutos ao dia já implicava um grande progresso.
Na ausência de relógios artificiais a humanidade valeu-se, ao longo de sua história, da regularidade observada em certos fenômenos naturais, com destaque para os astronômicos, para estabelecer seus padrões para a determinação e medida do tempo: nestes termos à rotação da Terra devemos o intervalo de tempo conhecido por 1 dia, às fases da Lua devemos a definição de semana - período equivalente a 7 dias; a Lunação serviu de base para a definição de mês, à Translação da Terra devemos o conceito de ano, e assim por diante.
As unidades de tempo mais usuais são o dia, dividido em horas, e estas em minutos, e estes em segundos. Os múltiplos do dia são a semana, o mês, e o ano, e este último pode agrupar-se em décadas, séculos e milênios.

#### Física clássica
No âmbito da física clássica, tempo e espaço são grandezas completamente distintas e independentes, sendo o tempo uma grandeza absoluta e universal, comum a todos os referências. Os relógios não se atrelam às coordenadas espaciais. As informações causais propagam-se de um ponto a outro de forma instantânea, e as indicações de dois relógios idênticos, quando previamente sincronizados, irão sempre coincidir, quaisquer que sejam seus estados de movimento relativos tanto ao observador, quanto entre si, e qualquer que seja a posição do observador. Particularmente, a medida do tempo no qual um evento ocorre não precisa ser realizada no exato local onde este fenômeno ocorre, bastando para tal que o mesmo seja percebido por um observador qualquer na posse de um relógio, previamente sincronizado com os demais relógios via um padrão pré-estabelecido. Nestas condições, independente das posições relativas dos observadores ou relógios usados nas determinações destas, quer entre si, quer em relação ao evento, todas as leituras de tempo obtidas para o mesmo evento sempre concordariam.
Medir o tempo no âmbito da física clássica é algo muito simples, portanto: pegue um relógio – previamente sincronizado e ajustado a um padrão previamente definido, a ser utilizado para o ajuste e sincronia de qualquer relógio envolvido no problema – e simplesmente registre o instante de ocorrência do evento sob análise tão logo este lhe seja percebido, sem maiores considerações.

#### Tempo e relatividade

O universo de eventos (pontinhos) conforme percebidos por um referencial acelerado (centro da figura) segundo a teoria da mecânica clássica. A linha escura representa a linha da vida para tal referencial. Todos os eventos do universo são perceptíveis ao referencial: na parte superior, os eventos futuros; na inferior, os eventos passados. No eixo horizontal, comprimento (distância ao referencial).

O universo de eventos conforme percebido por um referencial acelerado segundo a teoria da relatividade. No quadrante superior, os eventos em seu futuro. No quadrante inferior, eventos perceptíveis já em seu passado. Os eventos nos quadrantes laterais são inacessíveis ao referencial em questão. As linhas diagonais representam o limite imposto pela velocidade da luz.

A relatividade restrita assenta-se sobre dois postulados com enunciados em princípio muito simples:
1. Princípio da relatividade: as leis físicas são as mesmas em qualquer referencial inercial;
2. Princípio da constância da velocidade da luz: a velocidade da luz no vácuo tem o mesmo valor "C" em qualquer referencial inercial.

A complexidade destes postulados só é compreendida frente às implicações dos mesmos:
- tempo e espaço não são grandezas absolutas, universais e independentes, mas sim grandezas intimamente relacionadas e necessariamente atreladas a um referencial em específico;
- as ideias, antes independentes, de separação espacial e separação temporal de dois eventos são fundidas em uma ideia única, a de separação espaço-temporal de dois eventos; espaço e tempo fundem-se em uma única malha de coordenadas, o espaço-tempo;
- a informação não pode mais transladar instantaneamente de um ponto a outro do espaço, e a noção de simultaneidade universal é completamente perdida, sendo dois eventos simultâneos em um referencial não mais necessariamente simultâneos em outro referencial;
- sendo a medida de tempo atrelada à determinação de coincidências de eventos, um dado intervalo de tempo entre dois eventos, quando medido a partir de um referencial, não se mostra mais necessariamente idêntico ao mesmo intervalo de tempo determinado em outro referencial (dilatação do tempo);
- dimensões espaciais determinadas a partir de um referencial não mais necessariamente coincidem com os valores mensurados quando em outro referencial (contração do comprimento).

Focando a atenção sobre o conceito e a mensuração do tempo, a primeira consideração a ser feita é a de que a medida do tempo passa a ser específica ao observador, e deve ser realizada sempre no mesmo ponto especificado do espaço – onde o relógio mostre-se justaposto ao evento – a fim de que a este se possa associar corretamente a sequência de eventos conforme ocorrem de facto.
Como mera demonstração da situação, considere para tais dois relógios idênticos e perfeitamente sincronizados, ambos situados sobre a origem de um sistema inercial de coordenadas. Enquanto permanecem juntos, estes apresentam sempre a mesma indicação. Envia-se um destes relógios, de forma muito lenta, a uma distância considerável da origem, e com este lá situado, o observador na origem compara as leituras que obtém ao olhar para o relógio distante e para o que permanece em seu pulso. O simples fato dos relógios estarem situados em posições diferentes já implica a não coincidência das leituras observadas nos dois relógios visto que a informação associada à indicação do relógio distante não se propaga de forma instantânea até a origem. Imagine agora um evento acontecendo junto ao relógio distante exatamente quando aquele indicava 12h00. Se pedirmos para o observador na origem determinar o instante do evento, este deve proceder da seguinte forma: ao visualizar a ocorrência do evento, este olha o relógio junto ao evento, e anota a leitura que nele observa. Este valor certamente será diferente do registrado via relógio que possui em seu pulso. Embora a forma correta de sincronizarem-se os relógios seja, como ver-se-á, mais elaborada do que a acima descrita, essencialmente, eventos que são taxados com ocorrendo para o mesmo valor de tempo t no referencial do observador não são contudo necessariamente visualizados simultaneamente por esse observador, situado na origem do sistema de coordenadas.
Se você está achando isto estranho, saiba que isto é só o começo. O termo "de forma muito lenta" foi introduzido no enunciado do problema anterior não por acaso, pois se a velocidade de viagem for elevada, próxima à velocidade da luz, acelerações não desprezíveis e outros efeitos estarão envolvidos, o que complicaria significativamente o problema. A exemplo, assumindo-se que o relógio desloque-se até o ponto distante, e depois retorne à origem, observar-se-á que as leituras dos dois não mais coincidem, estando o relógio móvel atrasado em relação ao estático que permaneceu na origem (paradoxo dos gêmeos). Contudo verificar-se-á que os relógios permanecerem funcionando de forma idêntica, mantendo sempre a mesma diferença entre suas leituras após serem novamente justapostos, indicando que o atraso não se deve aos relógios em si.
Em vista do exposto, o processo de medida do tempo e também do espaço em vista da relatividade deve ser feito de forma muito rigorosa a fim de obterem-se dados de real valia à análise de um problema. O procedimento pode ser resumido nos seguintes itens:
- A determinação do tempo e do espaço é algo estritamente local, e específico a cada referencial;
- O tempo de ocorrência de um evento é determinado a partir de um relógio imóvel situado junto a ocorrência do evento, relógio esse previamente ajustado e adequadamente sincronizado – conforme regras abaixo estabelecidas – aos demais relógios que integram a rede espaço-tempo do referencial em questão; sendo esse denominado tempo coordenado;
- O tempo de ocorrência de um evento é o tempo inferido por um observador situado na origem deste referencial via indicação do relógio na imagem por ele inferida para o evento e para o relógio justaposto ao evento; e não via indicação do relógio situado em seu braço, junto à origem, no momento da observação do evento; sendo aquele e não esse o tempo o tempo coordenado t do evento. O tempo inferido a partir do relógio no pulso do observador na origem é também importante em relatividade, e é conhecido por tempo próprio {\displaystyle \tau };
- O intervalo de tempo {\displaystyle \Delta t} entre dois eventos é determinado a partir da diferença em seus respectivos tempos coordenados t, medidos sempre em um mesmo referencial; e este intervalo também é específico ao referencial em questão. Geralmente não coincide com o intervalo de tempo próprio {\displaystyle \Delta \tau } atrelado à percepção dos mesmo eventos pelo observador na origem do referencial; e geralmente não coincidem com intervalos de tempos coordenados inferidos para os mesmos eventos contudo em outros referenciais;
- O leitura de tempo inferido por um observador em relação ao qual o relógio utilizado na medida está sempre em seu pulso é chamado de tempo próprio. A subtração entre duas leituras feitas no mesmo relógio fornecem o intervalo de tempo próprio. Os eventos ao qual atrelam-se os tempos ou intervalo de tempo próprios ocorrem, segundo esperado, sempre junto ao observador, na origem.[10]

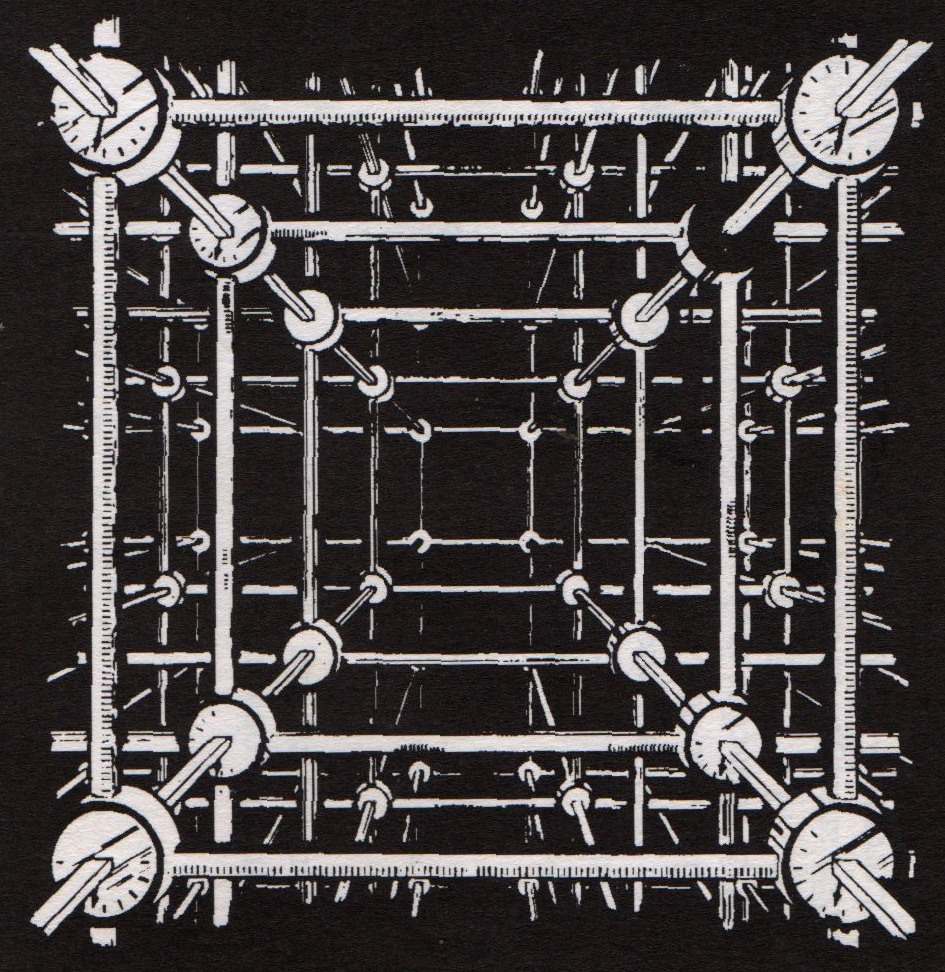
A malha espaço-tempo é necessária à correta determinação da posição e do tempo de ocorrência de um evento. Os valores medidos são específicos ao referencial em questão.

O leitor atento poderá argumentar ainda sobre a necessidade de que a medida do tempo seja feita junto ao local de ocorrência do evento, afinal, este foi o tema central do problema inicial. Bem, isto não constitui um problema prático, e pode ser facilmente resolvido ao considerar-se a malha espaço-tempo associada a um dado referencial inercial, e a maneira como esta deve ser construída (ver figura).
Para construir-se a malha espaço-tempo atrelada a um sistema de referências espaço-temporal, instrumento essencial à correta determinação das coordenadas espaço-temporais relativas ao observador situado na origem do sistema, junto a este observador dito principal coloca-se um cronômetro zerado, e uma lâmpada. Contando este com vários observadores auxiliares, o observador principal entrega a cada um de seus incontáveis auxiliares um relógio e uma barra de exatos 1 metro de comprimento. Os seis primeiros auxiliares pré-ajustam seus cronômetros com o valor 3,33 ns (o intervalo de tempo que a luz gasta para percorrer exatamente 1 metro), adiantando-os, e situando suas barras a partir da origem, posicionam-se cada qual a 1 metro de distância desta, ao longo dos eixos X, Y e Z. Os próximos 6 repetem o procedimento, posicionando-se cada qual a 1 metro dos auxiliares anteriores - a dois metros da origem, portanto – isto após terem pré-ajustado seus relógios pessoais com o valor 6,67 ns. O processo é imaginado repetir-se não apenas sobre os eixos coordenados mas em todas as direções, "ad infinitum". Com todos os auxiliares posicionados, o observador principal liga seu cronômetro ao mesmo tempo que acende a luz. Cada um dos auxiliares fará o mesmo com seu cronômetro no exato instante que este perceber o brilho da lâmpada. Após todos os auxiliares terem ligado seus relógios, ter-se-á uma rede espaço-temporal atrelada ao observador principal que o permite determinar a posição e instante de ocorrência de qualquer evento no espaço-tempo. Para determinar-se a posição e tempo de um fenômeno basta que o auxiliar exatamente sobre o ponto de ocorrência do fenômeno registre o tempo que ele observa, em seu relógio, no exato instante em que o fenômeno ocorre – o que restabelece a medida junto ao acontecimento. Anotando juntamente as coordenadas espaciais de sua posição na rede, previamente por este conhecidas, o auxiliar estabelece as grandezas coordenadas x, y, z e t do evento no referencial do observador principal.
O leitor atento perceberá que a leitura registrada por qualquer de seus auxiliares para um evento que ocorra junto a este não coincidirá com a leitura presente no relógio fixo junto ao pulso do observador principal quando este evento for por ele percebido na origem do sistema de coordenadas, sendo aquele valor e não o do relógio na origem do sistema o tempo coordenado t do evento neste referencial. Para que o observador na origem observasse todos os relógios de todos os seus assistentes marcando, em uma imagem instantânea (fotografia) por ele tirada, sempre o mesmo valor, os respectivos relógios dos assistentes teriam que ter sido previamente ajustados, no processo de sincronia descrito acima, não com um valor unitariamente igual mas sim com um valor igual a duas vezes o necessário para a luz ir da origem até o ponto onde se encontram – com os dobros dos valores com os quais realmente foram e são segundo as regras ajustados, portanto. Conforme corretamente sincronizados, contudo, uma fotografia de seus auxiliares tirada pelo observador na origem revelaria que o relógio de qualquer auxiliar mais distantes é por ele visto sempre atrasado em relação ao relógio de qualquer auxiliar situado em posição mais próxima. O tempo t de um evento em um dado referencial corresponde assim ao mesmo que seria registrado caso se houvesse apenas um observador, o situado na origem, e apenas um relógio, o situado na origem, contudo subtraído do intervalo de tempo necessário para a luz propagar-se do local de ocorrência do evento – do local onde encontra-se o auxiliar que registra o evento – até o observador na origem do sistema de coordenadas. Se o evento é visto na origem quando o relógio ali situado indica um valor {\displaystyle \tau }, o tempo t do evento no sistema de coordenadas atrelado ao referencial é então {\displaystyle t=\tau -r/c}; c representado a velocidade da luz e r a distância espacial – em linha reta – do local de ocorrência do evento à origem. {\displaystyle r/c} representa o tempo necessário para a luz propagar-se do evento à origem.

#### Seta do tempo na escala quântica
Os físicos referem-se a essa ideia de que tempo só se move para a frente como a "seta do tempo", e a ideia do tempo unidirecional parece ser verdadeira para a vida e os objetos em escala humana. Mas em uma escala quântica, as coisas parecem funcionar de forma diferente. Para os físicos, a seta do tempo é ditada pela segunda lei da termodinâmica, que diz que a entropia aumenta ao longo do tempo. Basicamente, o calor dispersa na presença de temperaturas mais baixas; ele nunca se concentra. Mas um experimento quântico mostrou que as partículas quânticas podem transferir a energia térmica das partículas frias e para as mais quentes, uma inversão da segunda lei. Por esse motivo, pesquisadores pensaram que, se a segunda lei puder ser revertida dessa maneira, é possível que a seta do tempo também poderia ser revertida. Físicos teóricos já haviam previsto que isso poderia acontecer.
Em 2017, os cientistas aparentemente inverteram a seta do tempo em uma experiência quântica mostrando que a seta do tempo não é um conceito absoluto, mas um conceito relativo. Os cientistas explicaram que esta observação não violou a segunda lei da termodinâmica, porque a segunda lei pressupõe que não existem correlações entre partículas.

#### Presente, passado e futuro
Uma consideração importante decorrente deste processo de medida de coordenadas surge quando se considera os conceitos de evento presente, evento passado e evento futuro, e tenta-se associá-los a eventos que ocorrem geralmente a distâncias astronômicas da origem. Muitos afirmam que, ao olhar-se para o céu, está-se a ver um instantâneo do presente do cosmos. Contudo isto não é rigorosamente verdade. Na malha espaço-tempo do observador em questão, os eventos que este observa no céu têm coordenadas espaciais que os situam a distâncias astronômicas deste, e os tempos em que estes fenômenos ocorrem no referencial do observador principal não correspondem ao tempo que este lê no seu relógio de pulso no exato momento em que esses estão a ser observados (o tempo presente); devendo-se dessa leitura subtraírem-se os respectivos intervalos de tempo necessários para a luz viajar dos locais dos eventos até o observador a fim de determinarem-se as coordenadas de tempo t desses eventos. Portanto, em seu referencial, esses eventos, embora lhe sejam simultâneos, já encontram-se no tempo passado (já aconteceram), e geralmente em tempos passados muito distintos. Segundo as normas de medida, como observador, este pode valer-se apenas de sua rede espaço-temporal dotada de inúmeras marcações quanto à distância à origem e de inúmeros relógios justapostos a tais marcações, previamente ajustados e corretamente sincronizados por um pulso de luz oriundo da origem do sistema de coordenadas para fazer tais medidas, não lhe sendo permitido considerar apenas a origem do referencial – situada distante dos eventos em questão; pelo menos não de forma tão simplista como este o faria ao assumir que a informação propaga-se de forma instantânea e que os fenômenos que observa simultaneamente estariam a ocorrer todos ao mesmo tempo t.
Em suma, olhar para algo que é percebido ocorrer à grandes distância é equivalente a bisbilhotar o passado do cosmos; e quanto mais distante do observador encontrar-se o evento visualizado, mais no passado tal evento sendo visualizado se encontra. Em verdade, exceto os fenômenos que lhe ocorram espacialmente exatamente justapostos, um observador percebe a cada instante apenas o passado, e de forma precisa apenas uma parte da totalidade dos eventos já ocorridos no cosmos – aqueles na superfície do seu cone de luz do passado. E dentro desse limite imposto pela velocidade da luz, o telescópio Hubble já está literalmente a sondar tanto os confins como os primórdios de nosso universo.
Obedecidas as normas de medida acima citadas, conhecendo-se as coordenadas de espaço-tempo de um dado evento – coordenadas estas específicas a um referencial S – é possível determinar-se as correspondentes coordenadas espaço-temporais deste mesmo evento associadas a qualquer outro referencial inercial S' desde que se conheça o movimento relativo dos dois referenciais S e S' em questão – este também normalmente, mas não necessariamente, especificado a partir da malha espaço-temporal do primeiro referencial S. Da mesma forma pode-se também determinar um intervalo de tempo que será mensurado no segundo referencial S' partindo-se da medida do intervalo de tempo associado aos mesmos dois eventos conforme determinado pelo primeiro referencial S, ou vice-versa. Para tal usam-se as equações de mudança de referencial específicas da relatividade restrita: as Equações de Lorenz.
Nestas transformações de referenciais demonstra-se que o intervalo de tempo próprio entre dois eventos é sempre o menor dos intervalos possíveis, o que, admitindo-se certo abuso de linguagem, implica a célebre sentença: "relógios móveis sempre batem mais lentamente", ou ainda "o tempo se dilata", expressões muito comuns em cursos de relatividade.

#### Tempo e gravidade

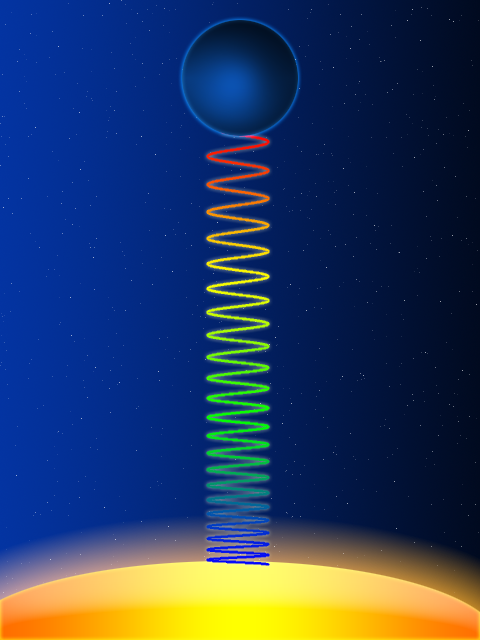
Desvio para o vermelho devido a um campo gravitacional. A frequência da onda eletromagnética (luz) emitida por estrelas massivas densas diminui à medida que esta afasta-se da estrela. Como a referência para medir-se o tempo é a onda eletromagnética, a gravidade afeta a medida do tempo. Um relógio na Terra está sempre atrasando em relação a um relógio absolutamente idêntico situado nas proximidades do Sol.

A pedra fundamental para o desenvolvimento de uma teoria relativística de abrangência geral é certamente o princípio da equivalência segundo o qual os resultados de qualquer experiência, quando inferidos por um observador em um referencial acelerado, em uma região onde não haja influências de origem gravitacional, serão idênticos aos inferidos por um observador em um referencial estático em relação ao experimento, quando realizado em uma região sob influência de um campo gravitacional de valor igual à aceleração do referencial no primeiro caso e com sentido oposto àquela. Nestes termos a Relatividade Geral surge como uma extensão à Relatividade Restrita ao considerar explicitamente uma das forças fundamentais nitidamente negligenciadas nesta última: a gravidade.
A relação entre gravidade e tempo decorre da aplicação do princípio da equivalência ao comportamento da luz, que leva entre outros ao fenômeno de lente gravitacional. Particularmente a frequência e a energia das ondas eletromagnéticas, e em consequência os processos de medida do tempo – e o próprio tempo em si, visto que as ondas eletromagnéticas constituem a base de tempo padrão para a definição de tempo no Sistema Internacional de Unidades (vide próxima seção: Unidades de Tempo) – são afetados de forma significativa por campos gravitacionais.
Excluídos os efeitos da rotação do planeta, a relação entre o tempo e a gravidade mostra-se evidente ao considerem-se dois relógios atômicos idênticos, um posicionado no subsolo e outro no andar cobertura do edifício mais alto do mundo, e o fato de um laser, quando disparado a partir da superfície do planeta em direção ao espaço, ter sua frequência e sua energia – através de um fenômeno conhecido como desvio para o vermelho, ou, em inglês, red shift  – gradualmente diminuídos à medida que este se afasta do planeta. O sistema é construído de forma que as ondas eletromagnéticas que funcionam como base de tempo para cada um dos relógios também sejam direcionadas a um observador situado junto ao outro relógio gêmeo.
Para o observador situado no alto do edifício, as ondas eletromagnéticas oriundas do relógio do subsolo serão detectas com frequência um pouco menor do que as oriundas do relógio a este justaposto, e por tal o relógio no subsolo, cujas indicações de tempo acompanham os pulsos das ondas eletromagnéticas daquele, estará constantemente se atrasando em relação ao relógio no andar da cobertura. Para o observador no subsolo as ondas eletromagnéticas oriundas do relógio na cobertura apresentarão frequência ligeiramente maior do que as observadas diretamente do relógio no subsolo, e por tal este infere e observa que o relógio no alto do edifício adianta-se constantemente em relação ao seu relógio no subsolo.
Conclui-se que os relógios – e o próprio tempo em si – quando inferidos por um observador distante, bate mais lento nas proximidades de corpos densamente massivos. Este fenômeno é particularmente relevante ao considerarem-se os buracos negros: admitindo-se certo abuso de linguagem, para observadores a razoável distância destes o tempo nas proximidades de seus horizontes de eventos literalmente pára. A dependência entre tempo e densidade de massa traz também à tona discussões importantes e calorosas ao considerar-se o paradigma válido atualmente para a origem do universo: o Big Bang. O leitor é remetido a leituras específicas sobre o assunto para maiores detalhes.
Particularmente quanto à origem, Stephen Hawking estabelece uma conexão entre o tempo e o Big Bang. Em Uma Breve História do Tempo e em outras obras, Hawking diz que caso o tempo não tenha surgido juntamente com o Big Bang e, portanto, caso haja outro sistema de coordenada de tempo viável antes do Big Bang, ainda assim nenhuma informação oriunda de eventos anteriores ao Big Bang seriam acessíveis no universo posterior ao Big Bang, e assim nenhuma relação de causa e efeito entre aqueles e os eventos no presente universo seriam possíveis. Em certa ocasião Hawking afirmou que o tempo surge juntamente com o Big Bang, e que perguntas como "O que ocorreu antes do Big Bang?" são perguntas sem sentido físico, portanto. Este ponto de vista, entretanto, é alvo frequente de críticas por parte de filósofos e religiosos, principalmente sobre enfoques relativos à causalidade.
Embora os cientistas concordem de maneira geral quanto à natureza dos fenômenos que se sucederam a partir do tempo de Planck – a partir de ~ 10−44 segundos após o início da expansão de energia e matéria associada ao Big Bang – fatos científicos que permitam estabelecer um cenário para o que ocorreu antes deste instante são extremamente raros, e qualquer proposta que vise a explicar o que ocorreu antes deste instante reside no campo da mera especulação, não se caracterizando, portanto, como ideia ou tão pouco teoria científicas. Até o momento a melhor resposta fornecida pela ciência à pergunta sobre o que ocorreu antes deste tempo limite é um literal "não sei". Contudo, a busca pelo conhecimento persiste, e espera-se que os resultados dos experimentos sendo realizados atualmente no Grande Colisor de Hádrons (LHC) venham a fornecer os dados necessários para reduzir-se este tempo limite de forma significativa, caminhando cada vez mais em direção à explicação do que por ventura ocorreu no instante zero.
A dependência do tempo com a densidade espacial de massa e energia reforça mais uma vez o princípio de que o tempo é algo estritamente local e necessariamente associado a um referencial em particular.

#### Unidade padrão de tempo
Ao longo da história da humanidade, acompanhando as necessidades e a evolução tecnológica, a definição de uma unidade padrão para a medida do tempo evoluiu consideravelmente. A definição de uma unidade de tempo tem em princípio dois aspectos: ser condizente com a sua aplicação ao cotidiano; ser precisa o suficiente para permitir seu uso em eventos situados, em escala de tempo, nos limites do conhecimento científico à época de sua validade.
Estabelecer o padrão unitário para a media do tempo significa basicamente escolher um fenômeno que se repita de forma constante e regular, sendo a contagem das repetições ou frações desta a representação direta da medida do tempo. Dos vários fenômenos naturais que podem ser utilizados como fenômeno periódico destaca-se certamente a rotação da Terra, sendo a sucessões dos dias e noites uma de suas consequências diretas, perceptíveis e influentes não só ao homem como a todos os demais integrantes da fauna e flora no planeta.
O segundo, unidade padrão de medida do tempo, foi inicialmente definido como o intervalo correspondente a 1/86 400 do dia (24 horas), ou mais especificamente, como "a fração correspondente a 1/31 556 925,9747 do ano tropical". Há poucos séculos esta definição era perfeitamente aceitável; contudo, nos dias de hoje, a ciência delimita-se com tempos tais como a medida da vida média de um próton, superior a 1040 segundos, ou, em extremo oposto, a vida média das partículas menos estáveis, inferiores a 10−23 segundos. Nestas escalas a definição apresentada mostra-se inadequada, certamente, e os requisitos tecnológicos nos levaram à era dos relógios atômicos.
Atualmente o segundo é definido da seguinte forma:
- "Um segundo é o tempo de duração de 9 192 631 770 vibrações da radiação emitida pela transição eletrônica entre os níveis hiperfinos do estado fundamental do átomo de césio 133".

O padrão de tempo atual conforme estabelecido pelo Sistema Internacional de Unidades (S. I.) tem por base os princípios da relatividade, tendo por padrão periódico as oscilações da radiação eletromagnética. Nos séculos sob domínio da física clássica apenas, a unidade de tempo e a unidade de comprimento em vigor eram preestabelecidas por conceitos independentes, e a velocidade da luz era medida experimentalmente, sendo especificados, portanto, seu valor e o valor da incerteza experimental. Com o princípio da constância da velocidade da luz, tal valor, abreviado em Física pela letra C, passou a ser definido de forma exata; no S.I: C = 299 792 458 metros por segundo. Esta definição estabelece uma relação precisa entre a unidade de tempo, o segundo, e a unidade de comprimento, o metro:
- "O metro é a distância percorrida pela luz, no vácuo, no intervalo de tempo de 1/299 792 458 do segundo".

No contexto, outra unidade de tempo, esta pertencente ao Sistema Natural de Unidades e frequentemente usada ao se trabalhar com física moderna, merece menção particular: o tempo de Planck. O Sistema Natural de Unidades é definido de forma que as principais constantes naturais, a saber a velocidade da luz C, a constante de gravitação G, a constante elétrica K na equação de Coulomb, a constante de Boltzmann k e a constante reduzida de Planck ћ (entre outras) assumam todas valor unitário. Este sistema mostra-se muito útil em simplificar cálculos pois, uma vez adotado, elimina-se a presença das citadas e de quaisquer outras constantes de proporcionalidade destas decorrentes no raciocínio matemático, ou seja, elimina qualquer influência de origem puramente antropocêntrica nos cálculos. O tempo de Planck é a unidade fundamental de tempo no Sistema Natural de Unidades, sendo seu valor correspondente a 5,39121 x 10−44 segundos.
Percebe-se facilmente que embora muito útil ao lidar-se com problemas científicos, as unidades encontradas no Sistema Natural de Unidades não são adequadas à aplicação ao cotidiano: a exemplo o tempo de Planck é uma fração ínfima do segundo, conforme visto.

#### Tempo universal

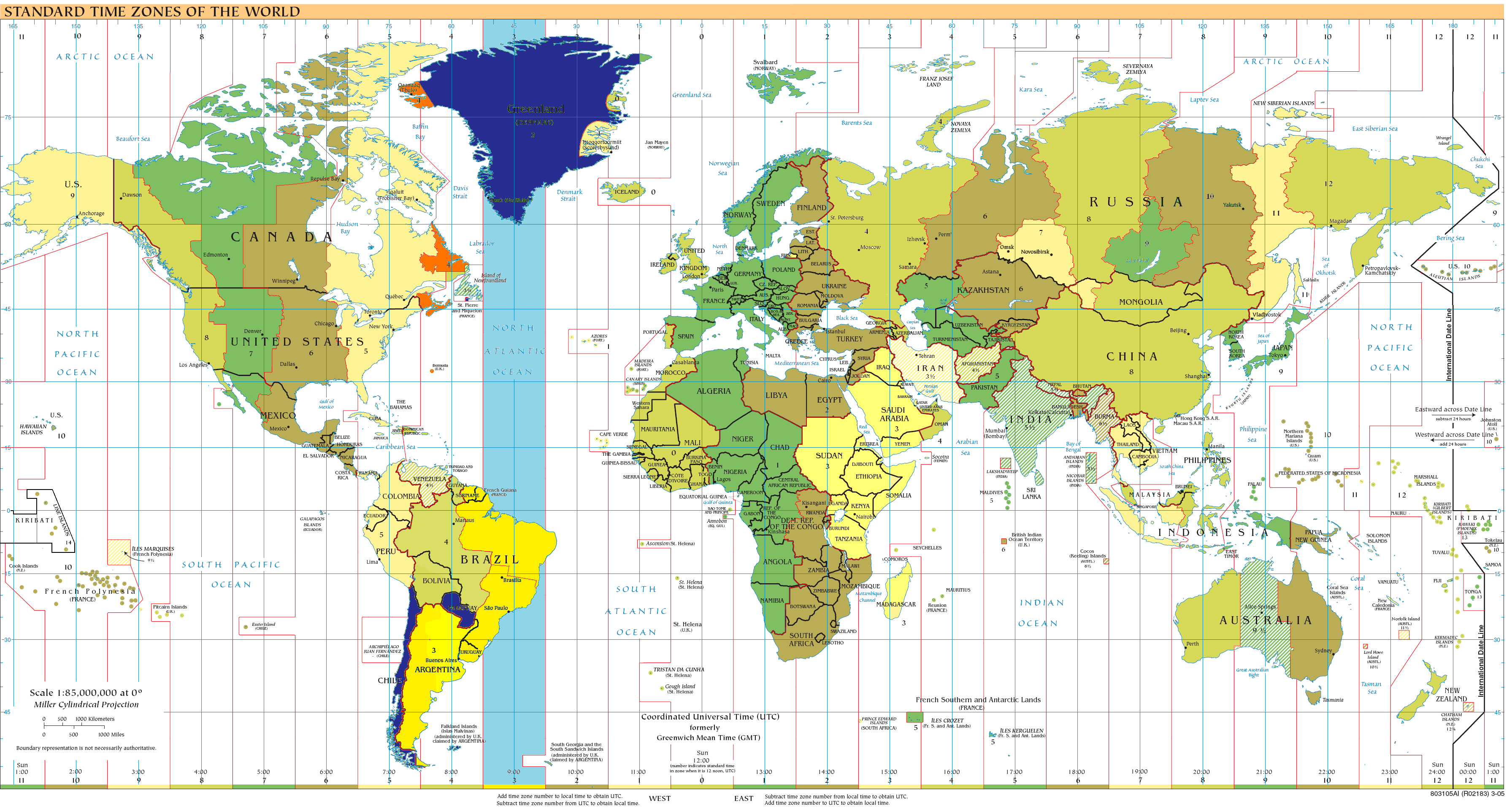
O tempo universal coordenado (UTC) é a referência mundial de contagem de tempo para fins civis. Em destaque, a região do globo sob o fuso horário UTC - 3. A hora legal em localidades por ela abrangidas corresponde à hora UTC menos 3 horas.

O correto registro do tempo mostra-se tão importante à sociedade globalizada moderna que sistemas altamente precisos foram desenvolvidos em escala internacional a fim de fornecer um padrão global para a medida de tempo.
O padrão de tempo para fins científicos é uma contagem contínua de segundos determinada não através de um mas sim através de vários relógios atômicos espalhados ao redor do globo, sendo este conhecido como Tempo Atômico Internacional (TAI).
O Tempo Universal Coordenado (UTC) é a base de tempo para fins de natureza cível. Desde janeiro de 1972 este foi definido de forma síncrona ao Tempo Atômico Internacional, diferindo deste sempre por um exato número de segundos, valor este regularmente ajustado – via de regra uma vez ao ano, em 30 de junho ou 31 de dezembro – em função do acréscimo dos chamados segundos bissextos. Os segundos de salto têm por objetivo manter o tempo UTC também coordenado de forma mais próxima possível com o tempo solar médio, este último definido em função dos movimentos de rotação e translação da Terra. Ambos os sistemas TAI e UTC usam a definição de segundo baseada na radiação do césio 133, sendo dois intervalos de tempo de 1 segundo, quando mensurados cada qual com base em um dos sistemas, idênticos.
O Tempo Médio de Greenwich (GMT) é um padrão o padrão antecessor do tempo UTC, remontando suas origens ao ano de 1847. Usando telescópios ao invés de relógios atômicos, o tempo GMT é calibrado a partir do tempo solar médio, conforme determinado no Observatório Real de Greenwich, no Reino Unido, local pelo qual passa o meridiano com longitude zero – origem do eixo de longitudes no sistema de coordenadas geográficas. Tempo Universal (UT) é o nome do sistema de tempo moderno baseado em telescópios, adotado em 1928 pela União Astronômica Internacional como substituto ao GMT. As observações no Observatório de Greenwich cessaram em 1954, embora o local ainda seja utilizado como ponto de referência para o sistema de coordenadas geográficas. O segundo conforme definido pelos sistemas UT e GMT podem, por razões técnicas quanto à definição, apresentarem ligeira discrepância em relação ao Tempo Universal Coordenado.
A Hora Legal Brasileira (HLB) é gerada pela Divisão Serviço da Hora (DSHO) do Observatório Nacional (ON) a partir de um conjunto de 7 padrões atômicos de feixe de césio e 1 padrão atômico de maser de hidrogênio. O Maser de hidrogênio é atualmente o equipamento de mais alta precisão de geração de tempo da América do Sul, não adiantando ou atrasando mais que um segundo a cada 10 milhões de anos. Computadores conectados à internet podem manter-se sincronizados com a HLB e com a hora UTC via programa específico disponibilizado pelo DSHO ou via protocolo NTP direcionado aos servidores 200.20.186.75 porta 123 UDP e 200.20.186.94 porta 123 UDP (ON) ou ainda aos servidores a.ntp.br, b.ntp.br ou c.ntp.br ligados ao projeto NTP.br, a serem especificados em local próprio à configuração dos servidores NTP no sistema operacional utilizado.
Normalmente apenas intitutos de metrologia de cada país fazem parte dessa rede (no caso do Brasil, o Observatório Nacional e o INMETRO). Porém, o Laboratório de Referências de Tempo e Espaço, localizado no Instituto de Física de São Carlos da Universidade de São Paulo (IFSC/USP) em São Carlos (São Paulo), desde dezembro de 2018, faz parte da rede coordenada pela BIPM (sigla para Bureau International des Poids et Mesures), que é a agência internacional que faz o controle da hora oficial mundial, a partir de medidas feitas por relógios atômicos no mundo todo.

### Tempo e biologia
A natureza é notoriamente caracterizada por uma série de fenômenos cíclicos onde para muitos a hora certa é tudo: um urso precisa saber o momento certo de hibernar; uma árvore o instante certo de abrir seus botões ou caducar suas folhas. Para um sapo, o momento correto de lançar sua língua pode representar a diferença entre um belo almoço ou uma interminável espera por uma nova oportunidade, agora para o jantar. Um simples rebater de bola em um jogo de tênis requer uma considerável percepção de tempo a fim de que tudo se proceda de forma corretamente sincronizada.
Em vista da inerente necessidade de sincronismo entre os fenômenos biológicos não apenas com os fenômenos presentes no meio como também entre si – necessário ao bom funcionamento somático dos organismos vivos – não é em nada surpreendente que, embora não se consiga geralmente identificar um "órgão do tempo" nos seres vivos desenvolvidos, a evolução os tenha dotado – inclusive o homem – com mecanismos biológicos que os permitam cronometrar e registrar o tempo. No homem os cientistas já identificaram vários destes mecanismos, entre eles o cronômetro psicoativo ou relógio de intervalo, que nos permite literalmente cronometrar a passagem de segundos, minutos e até horas; o relógio circadiano, que sincroniza os processos somáticos, levando-os a um máximo e a um mínimo em ciclos de 24 horas e mesmo um relógio sazonal, o qual, segundo estudos, relaciona-se em muito com o relógio circadiano.

#### Percepção do tempo: o relógio de intervalo

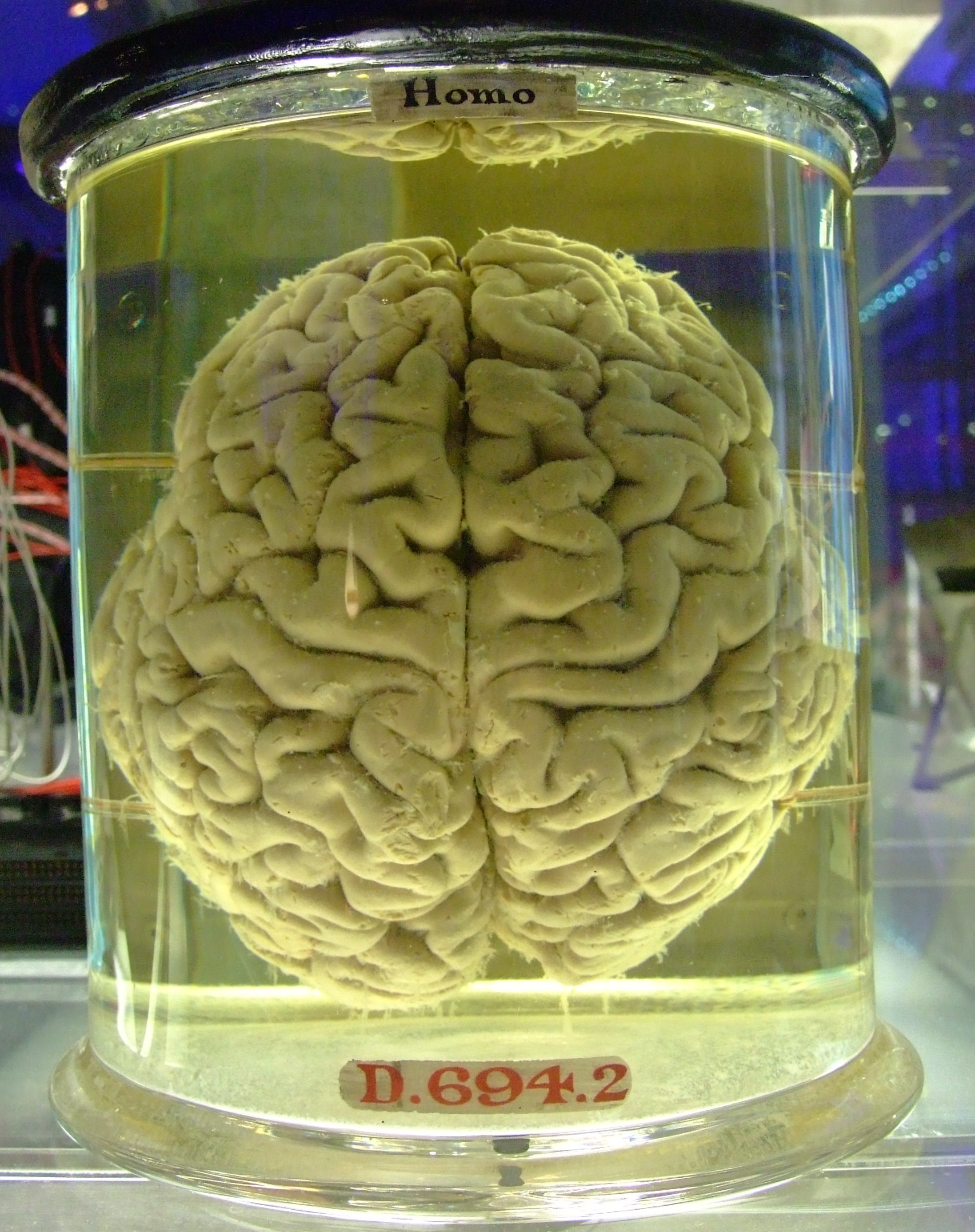
O cérebro humano tem mecanismos que o permitem funcionar como um cronômetro, o que permite-nos "cronometrar" intervalos não muito grandes de tempo. Contudo, sua precisão não é das melhores, e seu funcionamento é significativamente influenciado por condições tanto psicológicas como fisiológicas. Drogas, sejam lícitas ou ilícitas, podem afetar de forma significativa a percepção do tempo.

Todo bom – ou mau? – motorista já parou em um sinal de trânsito e, calculando o tempo em que este já encontrava-se vermelho, engrenou a primeira marcha e arrancou o carro segundos antes deste tornar-se verde. A todos que, ainda mortos de sono, já se viram obrigados a levantar na hora certa de manhã cedo, certamente a habitual soneca após aquela olhada no relógio ainda com os olhos cerrados, nos minutos que este ainda lhe confere, torna-se cada vez mais inquietante à medida que a hora decisiva se aproxima. E quanto ao jogador de vôlei que, vendo o jogador do time adversário alçar voo para cortar, aguarda o exato momento para pular e bloquear o ataque. O controle do tempo que conseguimos estabelecer neste ou em diversos outros eventos semelhantes nos é possível graças a uma série de processos que tomam parte em nosso cérebro de forma a literalmente constituírem-se em um relógio de intervalo, relativamente preciso (ao menos em situações emocionais normais). Se assim não o fosse, a cada simples atravessada de rua fora da faixa, em meio ao trânsito, ter-se-ia um desastre iminente.
Os processos psicossomáticos que levam ao relógio de intervalo começam, segundo os estudos de Stephen Rao, Warem Meck e Gibbon, em uma região do cérebro conhecida por gânglios basais, há muito sabidamente associada ao de movimento. Em particular, uma área dos gânglios basais conhecida por corpo estriado hospeda uma rede muito intrincada de neurônios com formas espinhosa – contendo cada qual milhares de "espinhos" que recebem diretamente informações de diversas partes vizinhas. "Esta é uma das poucas partes do cérebro onde se vê milhares de neurônios convergirem todos para um único neurônio", diz Warren Meck, da Duke University.
A teoria prevê que outro conjunto de células nervosas presentes no córtex cerebral, continuamente ativando-se e desativando-se de forma independente das vizinhas e de forma independente de estímulos externos a um ritmos de 10 a 40 hertz, funcione como um oscilador diretamente conectado ao corpo estriado, que pode monitorar estas inúmeras vibrações. Sabe-se que um estímulo externo, contudo, pode "reiniciar" todos as células do oscilador simultaneamente através de um bloqueio elétrico das mesmas, e ao retomarem as suas vibrações espontâneas e independentes, estas irão produzir um padrão característico, que pode ser reproduzido após cada reinício estimulado. A ocorrência do evento que marca o término do intervalo fazem com que outra parte do corpo estriado, a substância nigra, envie um pulso de dopamina ao corpo espinhoso, dizendo-o para identificar o padrão de ativações nervosas que recebem do córtex cerebral naquele instante. Uma vez identificado este padrão, uma nova ocorrência do fenômeno associado induz novamente não apenas o "reinício" das células no córtex como também um novo pulso de dopamina enviado às células estriadas, que são assim avisadas a monitorar o córtex à procura do padrão esperado - anteriormente registrado. Quanto o padrão é encontrado, o corpo estriado comunica-se com outra parte do cérebro, o tálamo, que por sua vez comunica-se com a parte do córtex responsável pelas funções superiores, como a memória e a tomada de decisões, literalmente informando: o intervalo de tempo acabou. "Portanto, o mecanismo de marcação dos intervalos percorre um circuito, do córtex para o corpo estriado, deste para o tálamo e depois voltando ao córtex".
Os estudos ainda se encontram em andamento. Sendo este o mecanismo efetivamente responsável pela nossa percepção de intervalos de tempo, é de esperar-se que os níveis de dopamina sejam fundamentais ao bom funcionamento do relógio de intervalo, e drogas ou doenças que afetem estes níveis devem afetar significativamente a percepção de tempo. Estudos indicam que os portadores do mal de Parkinson em tratamento liberam bem menos dopamina para o corpo estriado, e estes geralmente subestimam de forma considerável e repetida os intervalos de tempo em eventos periódicos que lhe são apresentados. Seus relógios de intervalo literalmente se atrasam. A maconha produz os mesmos efeitos, fazendo o tempo passar "mais devagar" na percepção de seus usuários; já a cocaína e as metanfetaminas aumentam a quantidade de dopamina, e para os usuários destas drogas os seus relógios de intervalo se adiantam.
O relógio de intervalo tem entretanto uma característica muito peculiar se comparado a um cronômetro convencional que lhe confere imprecisão muito maior que o último: seu funcionamento é consideravelmente influenciado pelo "estado de espírito" da pessoa no momento, sendo por tal também denominado relógio psicoativo. A adrenalina e outros hormônios presentes em grandes quantidades quando estamos submetidos a situações de estresse também afetam consideravelmente o funcionamento do relógio – de forma a acelerá-lo – resultando naquela comum impressão de que um segundo parece durar uma hora quando estamos expostos a situações desagradáveis. Situações extremas opostas, como as conseguidas em estados de meditação e concentração profundos, podem até inibir completamente o cronômetro: o tempo literalmente para pessoas em tais "estados de espírito".
A vantagem do cronômetro psicoativo é que você pode usá-lo à vontade, ligando e desligando-o, de forma consciente ou inconsciente, sem nunca ter que trocar as pilhas.

#### Relógio circadiano

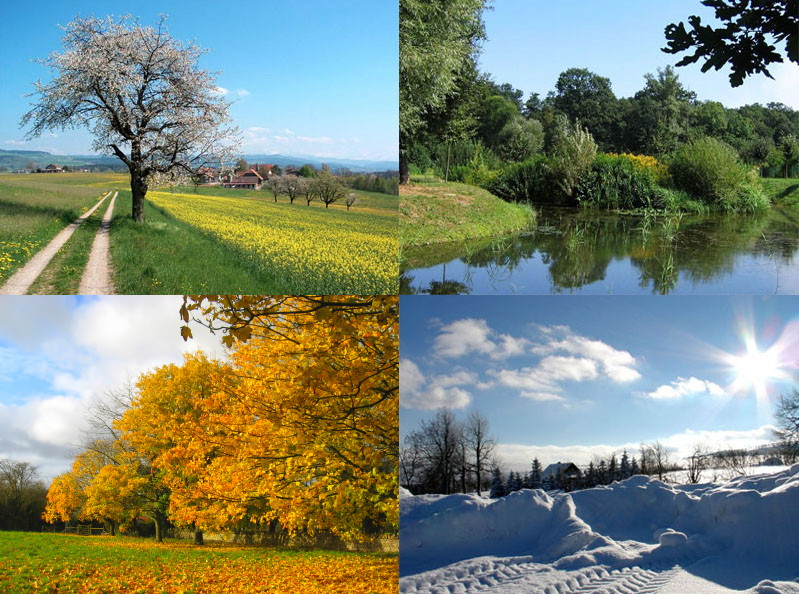
Por razões evolutivas, os processos biológicos dos seres vivos mostram-se normalmente sincronizados com as efemérides naturais, tenham estas períodos curtos - como a sucessão de dias e noites - tenham estas períodos maiores, como as estações do ano.

O relógio circadiano é o relógio biologicamente estabelecido pelos processos que ocorrem em nosso corpo com os períodos próximos a 24 horas, sincronizados por estímulos ambientais aos períodos iluminados (diurnos) e de escuridão (noturnos) que se sucedem diariamente. Atrela-se desde à nossa vontade de dormir ou acordar até ao funcionamento completo de órgãos e sistemas, como o sistema digestivo e a bexiga; cujos funcionamentos são normalmente suprimidos durante a noite.
O relógio circadiano é mais semelhante a um relógio do que a um cronômetro propriamente dito, pois tem seu funcionamento independente de estímulos externos diretos. Seu funcionamento é determinado pelo próprio corpo, e mesmo em espécimes mantidos em ambientes sob iluminação constante ou na ausência de iluminação, sua imprecisão geralmente não passa de 1%. Também não há uma região específica responsável pela "contagem do tempo". Cada órgão, cada parte do corpo tem geralmente a capacidade de se autossincronizar em ciclos periódicos de 24 horas, embora a troca de informações entre estes possa via de regra ocorrer, de forma a manter todo o organismo em compasso uníssono. Sabe-se hoje que o relógio circadiano encontrado disperso em cada órgão ou sistema tem relação direta com a herança genética, encontrando-se seus mecanismos de funcionamento codificados no DNA dos seres vivos à sua mercê, e não apenas em uma região específica (os NSQs – abaixo), como de início sugerido. "Esses relógios genéticos expressam-se em todo o corpo, em todos os tecidos", diz Joseph Takahashi, da Northwestern University.
Embora seu funcionamento não dependa de estímulos externos diretos, o relógio circadiano mantém-se sincronizado com os estímulos ambientais externos percebidos pelos nossos sentidos, com destaque significativo para a visão (iluminação), mediante mecanismos específicos. Há muito os cientistas sabem que dois conjuntos de células localizadas atrás das têmporas e conhecidas por núcleos supraquiasmáticos (NSQs) controlam as variações periódicas da pressão e temperatura do corpo, o estado de alerta ou sonolência, e mesmo de sono mediante o controle da glândula pineal, responsável pela secreção de melatonina, o hormônio do sono. Os NSQs recebem informação de células especiais localizadas nos olhos, sensíveis à iluminação média (e não imediata) do ambiente, entre outras. A importância dos NSQs no controle do relógio circadiano é significativa, chegando os cientistas a localizarem ali o relógio circadiano nos primórdios dos estudos sobre este mecanismo de sincronismo corporal.
Embora o relógio circadiano mantenha-se sincronizado com os estímulos periódicos externos como iluminação, horário de alimentação, temperatura ambiente e outros, esta sincronia está longe de ser imediata. Ao fazermos uma viagem de avião entre duas cidades com longitudes e fusos horários muito diferentes, por exemplo, as sensações de cansaço, confusão e desorientação irão acompanhar-nos por dias ou mesmo semanas até que todos os relógios de todos os órgãos sincronizem-se novamente, cada qual ao seu ritmo, com os novos estímulos externos.
Estudos sugerem que o relógio sazonal, responsável pelos fenômenos com períodos anuais, também sejam em grande parte controlados pelos mesmos mecanismos associados ao relógio circadiano; em particular sua sincronia é realizada via estímulos das NSQs, entre outros.

## Tempo na cultura humana
Em um contexto cultural e social, ao contrário do que se encontra em um meio acadêmico científico – onde o uso de expressões denotativas é quase sempre um requisito essencial – o tempo apresenta variadas conotações, as quais podem variar muito de cultura para cultura, ou mesmo dentro de contextos sociais diferentes dentro de uma mesma cultura.

### Tempo e religião

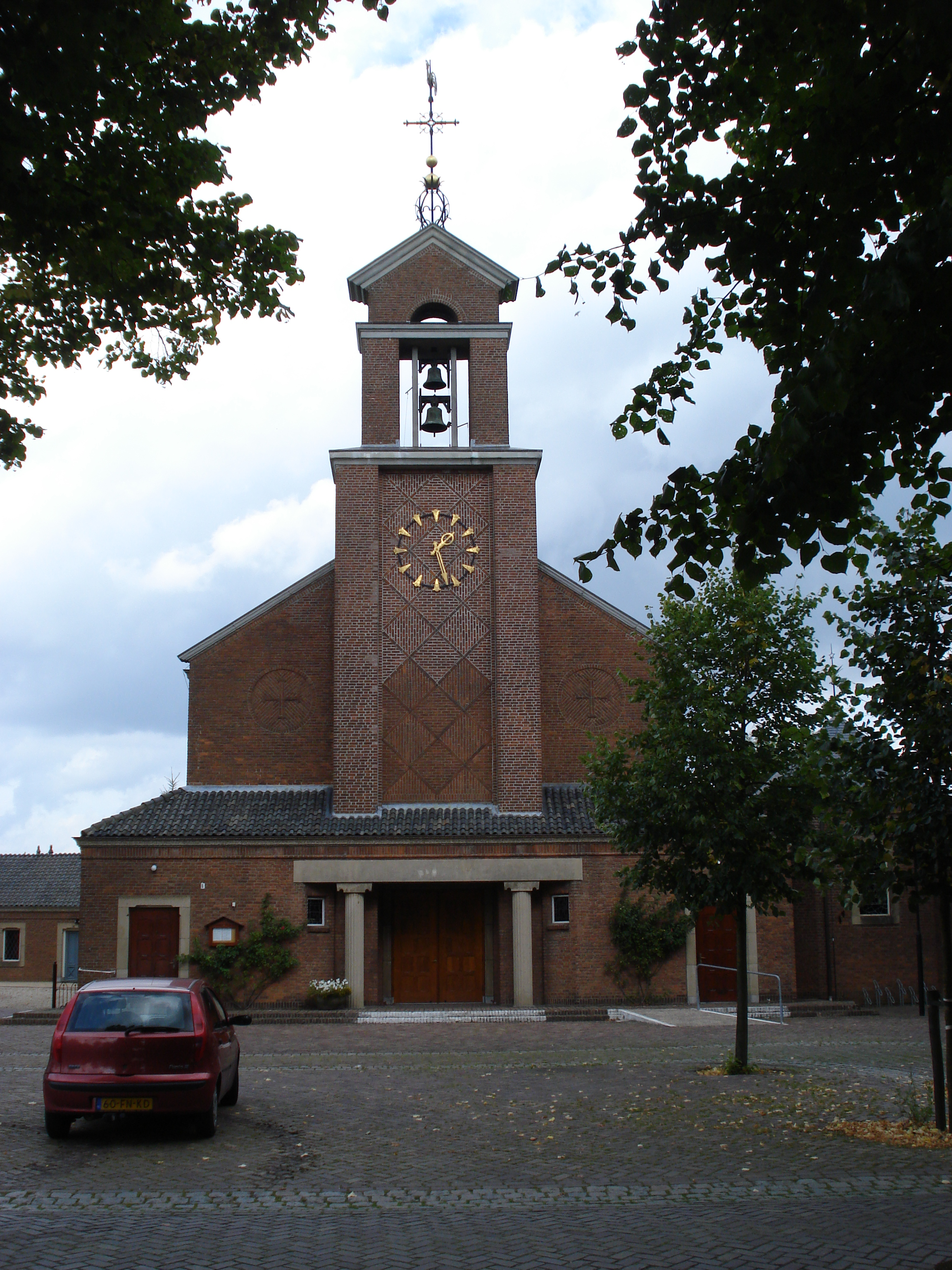
O tempo é tema recorrente em muitas religiões. Na foto, relógio e sinos junto à torre de uma igreja Católica.

As primeiras formas de a humanidade estabelecer conhecimento acerca do universo foram certamente fundadas em crenças e superstições, das quais muitas, embora em princípio com naturezas bem rudimentares, acabaram por evoluir em um corpo mais complexo e sistematizado de dogmas, dogmas estes que, embora bem diversificados, fundamentam a totalidade das religiões atuais. Sendo de se esperar que a evolução das sociedades humanas encontrem-se intimamente influenciadas pelas suas respectivas formas de conceber o universo, estas certamente influenciaram e influenciam até hoje as definições acerca da natureza estabelecidas em cunho social: a influência religiosa no conceito de tempo é visível ao estudar-se os calendários modernos, definidos não apenas em função de eventos periódicos naturais, como a translação da Terra – que dá origem ao conceito de ano - como também em função de eventos religiosos específicos à cada cultura. A contagem de tempo no mundo ocidental, fortemente influenciada pelas religiões cristãs, dá-se a partir da data de nascimento de seu principal personagem, Jesus, sendo a contagem de tempo dividida entre "antes de Cristo" (a.C.) e "depois de Cristo" (d.C.). Atualmente, à data de edição deste artigo, encontramo-nos no "ano de 2017 da era de Nosso Senhor Jesus Cristo". O calendário utilizado em grande parte do mundo e em todos os países ocidentais atualmente também tem origem religiosa, sendo promulgado pelo Papa Gregório XIII em 1582 e por tal conhecido como calendário gregoriano. Para povos do oriente, entretanto, a contagem de tempo faz-se de forma bem diversificada desta. A exemplo, no calendário judaico, o ano corrente corresponde ao ano de 5771, sendo o marco para a contagem de tempo o momento da criação da Terra por Deus. Mesmo em um estado laico como o Brasil, uma simples inspeção em uma folhinha revela o que às vistas menos descuidadas pode parecer uma contradição: uma série de feriados com origem religiosa oficialmente estabelecidos.
Os textos e fontes religiosas também se aventuram na tentativa de definir o que é tempo .
Em culturas antigas como a Inca, a Maia e a Hopi e outras tribos nativas americanas, bem como culturas geograficamente distantes desta como a babilônica, grega, Zhindu, budista e jainista há o conceito de roda do tempo, onde o tempo estabelece-se como uma grandeza cíclica e mensurável, consistindo de eras repetidas que se sucedem para todo ser do universo entre o nascimento e a morte. A língua grega atual fornece dois vocábulos diferentes: Chronos e Kairos. A primeira refere-se ao tempo numérico, ao tempo cronológico. A segunda, literalmente o momento certo ou oportuno, refere-se a um conceito metafísico ou divino de tempo. Em teologia, kairos é um conceito qualitativo, em oposto ao conceito quantitativo anterior.
O conceito judaico-cristão estabelece o conceito de tempo com base na Bíblia: o tempo é linear, com um começo, sendo estabelecido mediante um ato de criação de Deus. O fé cristã também estabelece que haverá um tempo final e, portanto, que o tempo terá fim. Deus é contudo eterno, não havendo criador para o mesmo. No livro de Eclesiastes, pertencente ao velho testamento e tradicionalmente atribuído a Salomão (970–928 a.C.), o tempo – como a palavra hebraica עדן, זמן `iddan (tempo) zĕman (estação) é frequentemente traduzida – é tradicionalmente tratado como um meio para a passagem de eventos predestinados. Outra palavra, زمان" זמן" zman, é associada ao ajuste de tempo, ao momento certo para cada evento ocorrer, e é usada no árabe moderno e na língua hebraica como o equivalente ao vocábulo ocidental tempo. Assim, há um tempo nomeado (zman) para cada coisa, e há um tempo distinto ('êth) para cada evento ocorrendo nos céus (vide Eclesiastes 3:18).
A noção de presente, passado e futuro, inerentes ao conceito de tempo, também aparece sob enfoque religioso, sendo explorada como analogia ao conceito de trindade presente nas religiões católicas, entre outras. Assim como o presente, o passado e o futuro são "diferentes representações de três aspectos distintos da natureza do tempo", não constituindo cada qual um tempo diferente, os integrantes da santíssima trindade, Pai, Filho e Espírito Santo, "não são três coisas ou entidades separadas", três deidades distintas, "mas três pessoas distintas da natureza da divindade". Tal analogia estende-se também para a altura, largura e profundidade ao considerar-se a noção de espaço, ou os estados sólido, líquido ou gasoso ao considerar-se a matéria.

### Na ficção científica

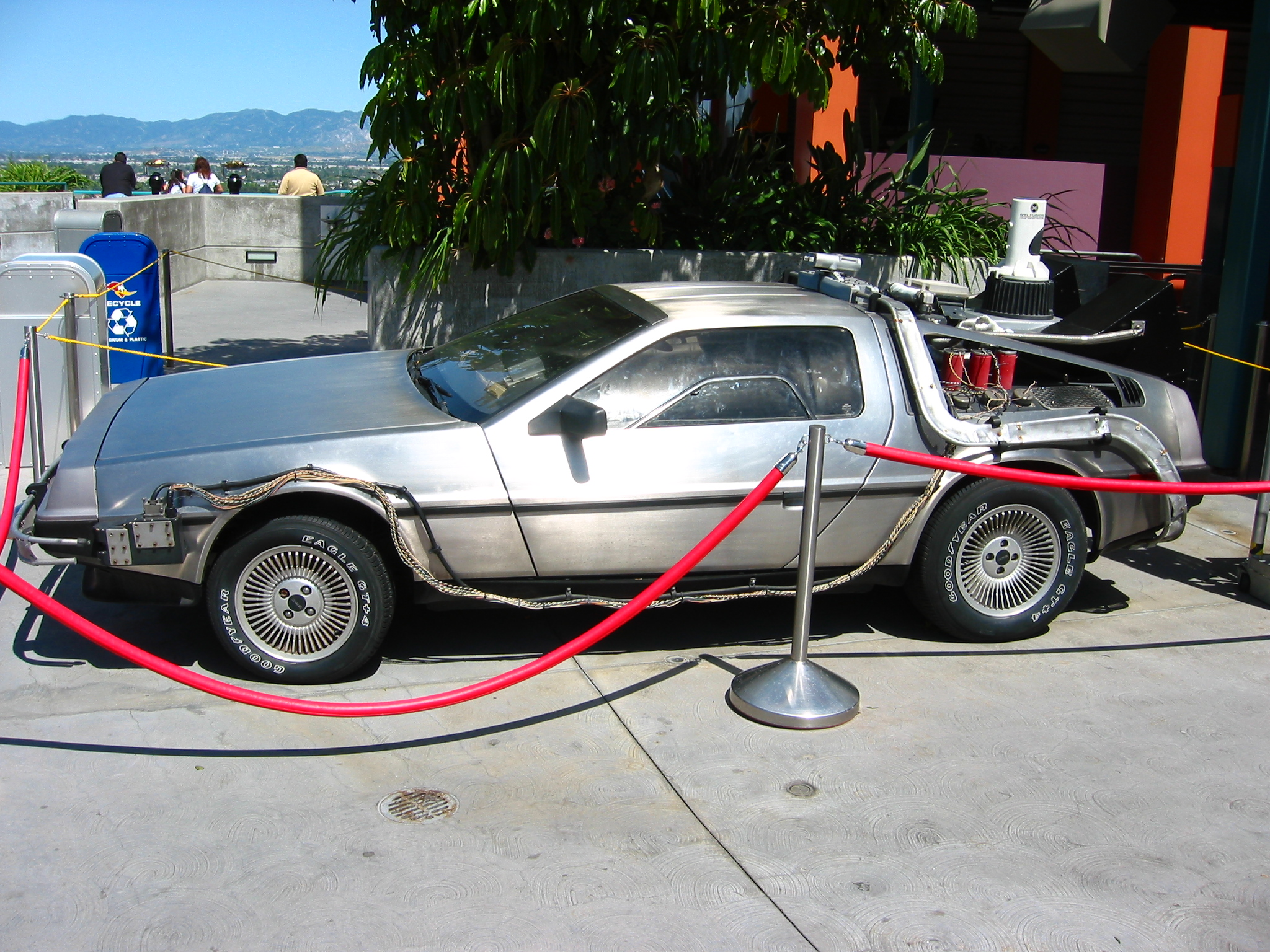
O DeLorean: a máquina do tempo construída pelo Dr. Emmett Brown em Back to the Future.

Certamente, se você não é mais uma criança, você já assistiu o filme Back to the Future, dirigido por Robert Zemeckis, e estrelado por Michael J. Fox, no papel de Marty McFly, e por Christopher Lloyd, no papel do Emmett Brown. Recorrente na ficção científica, contudo conforme nesta descrita ainda uma utopia na realidade, a viagem no tempo desperta a curiosidade e a atenção mesmo daqueles completamente leigos ao assunto, não pela ideia de se viajar no tempo em si, mas principalmente pelos paradoxos que inerentemente esta traz consigo, sendo estes notoriamente explorados não só em filmes específicos, a saber o citado, como também em outros filmes de notório enredo, a citar-se o Efeito borboleta. A mistura entre a possibilidade de viagem no tempo e as consequências de outra teoria científica, a teoria do caos, faz do mesmo um filme que não pode deixar de ser visto por pessoas interessadas no assunto. A possibilidade de um viajante voltar ao passado e deste matar seu avô antes de sua concepção leva a questionamentos que, mais do que a viagem no tempo – algo de certa forma já concebível pela ciência moderna, a exemplo o paradoxo dos gêmeos, que traz à tona uma "viagem ao futuro" – cativa aficionados pelo assunto mundo afora. Os conceitos de causalidade e tempo são indissociáveis da natureza humana (e das teorias científicas também, pelo menos até hoje), e mesmo no âmbito da ficção, estes, juntamente com as possibilidades lógicas ou especulativas de solução para o paradoxo da quebra da causalidade inerente à viagem no tempo, constituem o núcleo frequentemente explorado nas obras associadas. O Efeito Borboleta apresenta uma das possíveis soluções a este impasse. Discuti-las aqui não se encontra no escopo deste artigo, mesmo porque é contra a boa postura revelar-se "o culpado" para alguém que se encontra ainda na fila do cinema.

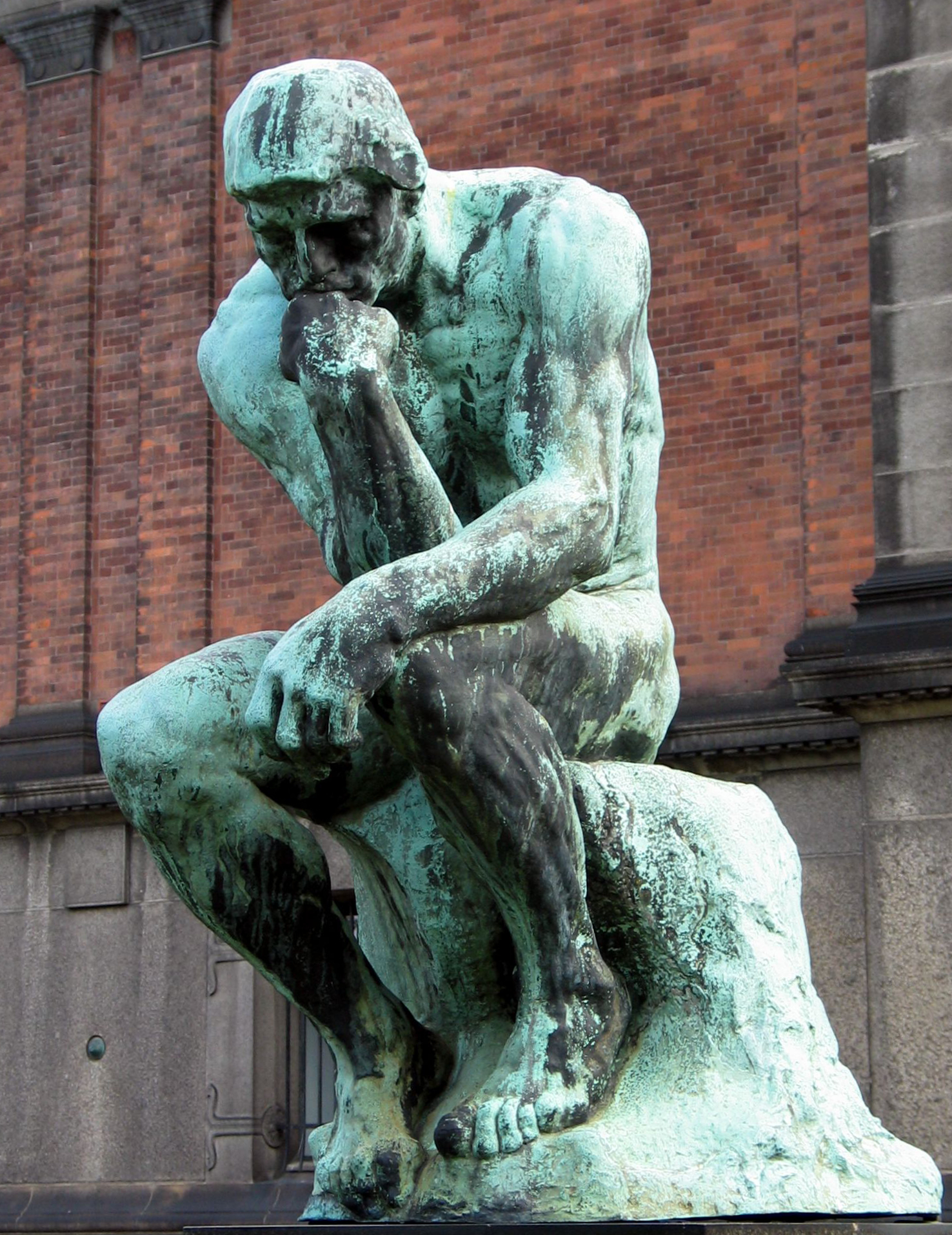
Eis a derradeira questão: é a filosofia que muda com o tempo, ou é o tempo que muda com a filosofia?

A relação entre tempo e ficção científica não se encontra restrita a abordagens específicas sobre a natureza do ou mesmo viagens no tempo. As invenções, equipamentos e fenômenos geralmente presentes em obras que envolvem algum tipo de ficção científica – a grande maioria inconcebíveis em um tempo atual – tornam-se bem mais "aceitáveis" e "compreensíveis" – para não dizer "reais" – ao posicionar-se o desenrolar dos fatos associado em uma era distante da atual, geralmente no futuro. Viagens intergalácticas são hoje mera especulação, contudo em um futuro não muito distante estas se tornam perfeitamente aceitáveis em vista de uma possível evolução da ciência e tecnologia atuais. Graças aos atratores de massa, ainda não inventados atualmente, a USS Enterprise pode acelerar a velocidades supraluminais em fração de segundos, e viajar pela galáxia em velocidades de dobra, trazendo consigo toda a saga do comandante James T. Kirk e demais personagens vividas na série Star Trek, "Jornada nas Estrelas".
Já no filme Somewhere in Time (1980), é abordada uma questão interessante em relação à percepção de tempo e a viagens pelo tempo: a hipnose. Ao se hospedar em um antigo hotel, o jovem dramaturgo Richard Collier (Christopher Reeve) se apaixona pela bonita e misteriosa mulher de um retrato tirado em 1912, a atriz Elise McKenna (Jane Seymour). Com a ajuda da hipnose, Richard finalmente consegue voltar no tempo para viver esse amor racionalmente e empiricamente impossível.
Embora a mídia audiovisual encontre-se atualmente mais difundida e tenha sido aqui explorada como exemplos, os mesmos pontos aqui relevantes estendem-se por sobre os demais meios de comunicação das obras, encontram-se igualmente presentes nas mídias escritas – na literatura – a exemplo. Ressalva-se que um bom filme tem geralmente por referência para a sua produção um bom livro. A título de ilustração cita-se o livro "A Máquina do Tempo (The Time Machine)", do escritor britânico H. G. Wells, ao qual atribui-se o título de primeira obra de ficção científica a propor o conceito da viagem controlada e seletiva no tempo, e do qual derivaram-se dois filmes homônimos.

### Concepção filosófica
A noção de tempo acompanha o ser humano desde os primórdios de sua evolução, desde que o homem começou a filosofar sobre a natureza. A abordagem filosófica envolve desde a natureza real ou não do tempo até as implicações filosóficas associadas à sua irreversibilidade, e devido à extensão do assunto, este tema resulta por si só em um artigo. O autor é remetido à leitura específica do mesmo.

Em “O homem e o tempo”, capítulo de "Confissões", Santo Agostinho (1998) discorre sobre o tempo de modo filosófico:
"De que modo existem aqueles dois tempos – o passado e o futuro – se o passado já não existe e o futuro ainda não veio? Quando ao presente, se fosse sempre presente não passasse para o pretérito, já não seria tempo, mas eternidade. Mas se o presente, para ser tempo, tem necessariamente de passar para o pretérito, como podemos afirmar que ele existe, se a causa da sua existência é a mesma pela qual deixará de existir? Para que digamos que o tempo verdadeiramente só existe porque tende a não ser?"  (AGOSTINHO, 1998, p. 278-279).
No fim, ele delimita a existência de três temporalidades:
"Mas talvez fosse próprio dizer que os tempos são três: presente das coisas passadas, presente das presentes e presente das futuras. Existem, pois, estes três tempos na minha mente que não vejo em outra parte: lembrança presente das coisas passadas, visão presente das coisas presentes e esperança presente das coisas futuras" (AGOSTINHO, 1998, p. 284).
Nos estudos cinematográficos, Andrei Tarkovski discute o tempo”:
"O tempo constitui uma condição da existência do nosso "Eu". Assemelha-se a uma espécie de meio de cultura que é destruído quando dele não mais se precisa, quando se rompem os elos entre a personalidade individual e as condições da existência. O momento da morte representa também a morte do tempo individual: a vida de um ser humano torna-se inacessível aos sentimentos daqueles que continuam vivos, morre para aqueles que o cercam. O tempo é necessário para que o homem, criatura mortal seja capaz de se realizar como personalidade. Não estou, porém, pensando no tempo linear, aquele que determina a possibilidade de se fazer alguma coisa e praticar um ato qualquer. O ato é uma decorrência, e o que estou levando em consideração é a causa que corporifica o homem em sentido moral"  (TARKOVSKI, 1998, p. 70).

### Contexto social
Pode-se afirmar a existência de um tempo social urbano, de caráter disciplinador e que se configura explicitamente a partir da segunda metade do século XIX. Trata-se de um período onde a industrialização e o advento de novas técnicas, paralelamente ao crescimento das cidades produzem uma nova sociedade urbana. Nesse sentido surgem os relógios urbanos alocados em pontos estratégicos das cidades, como por exemplo, em estações ferroviárias e de barcos, bem como os apitos das fábricas demarcando os turnos de trabalho. Esses novos instrumentos visuais e sonoros surgem na paisagem urbana e são voltados para disciplinarização do corpo trabalhador em um novo ordenamento social, caracterizada por grandes contingentes humanos e pela vida citadina.

## Tempo tridimensional
Enquanto a física tradicional entende o tempo como uma progressão linear (passado-presente-futuro), o tempo-3D sugere outras direções possíveis para o fluxo temporal. A teoria da relatividade do Einstein mostra que o espaço-tempo tem quatro dimensões: três espaciais (comprimento, largura e altura) e uma temporal, mas um experimento usando um processador quântico criou duas dimensões simultâneas do tempo. O tempo-3D, é a teoria onde o tempo possui múltiplas dimensões independentes igual o espaço, onde o tempo teria três eixos de movimento semelhante aos três eixos espaciais (x, y e, z). Assim combinados existiriam seis dimensões de espaço-tempo.
A pesquisa na Universidade de Alaska Fairbanks (UAF) de Gunther Kletetschka propõe que, o tempo é a única propriedade fundamental na qual todos os fenômenos físicos ocorrem e que o tempo possui três dimensões, o espaço seria uma manifestação secundária do tempo. Que mesmo em múltiplas dimensões temporais ainda funciona o sistema causa-efeito, que as seis dimensões espaço-tempo pode ajudar a resolver um grande desafio da física: unificar a mecânica quântica e a gravidade, uma explicação unificada do universo (semelhante a teoria de tudo).
Por exemplo, uma pessoa caminhando em linha reta, avança vivenciando o tempo normalmente. Agora pense em um caminho perpendicular que cruza o caminho reto anterior e, se a pessoa pudesse percorrer esse caminho lateral permanecendo no mesmo momento de tempo (sem retroceder e sem avançar no tempo), possivelmente a pessoa vivenciaria outras versões do mesmo dia sem o movimento do tempo (semelhante a teoria dos multiversos).